# Can Xicu de l'Òpera
Can Xicu de l'Òpera és una casa d'Arenys de Mar (Maresme) inclosa en l'Inventari del Patrimoni Arquitectònic de Catalunya. L'edifici fou projectat per Joan Bruguera i Roget.

## Descripció
Es tracta d'una casa de tres plantes de petites dimensions. A la planta baixa hi ha un petit jardí a l'entrada, al segon, un balcó i al tercer, unes golfes amb quatre petites finestres. La teulada és a dues vessants. Fa cantonada i a una de les façanes hi ha una finestra al primer i segon pis, i al tercer, dues finestretes. Totes les obertures s'estrenyen a la part alta i les llindes són lleugerament arquejades. El pati de davant està tancat per uns pilars -que, igual que la façana, estan decorats amb esgrafiats florals de color- i reixes de ferro. La casa és modernista, però té un cert aire de Secessió Vienesa. El nom de la casa es pot llegir sota les finestres de les golfes.